# Mäe-Tilga (jezioro)
Mäe-Tilga järv (est. Mäetilga järv (Mäe-Tilga järv, Valgejärv)) – jezioro w Estonii, w prowincji Valgamaa, w gminie Haanja. Należy do pojezierza Haanja (est. Hannja järved). Położone jest na południe od wsi Mäe-Tilga. Ma powierzchnię 1,3 ha linię brzegową o długości 473 m, długość 200 m i szerokość 80 m. Na jeziorze znajduje się jedna wyspa o powierzchni 0,12 ha. Sąsiaduje m.in. z jeziorami Kirbu, Vällämäe Küläjärv, Mäe-Tilga Kogrõjärv, Vällämäe Peräjärv, Tammsaarõ. Położone jest na terenie obszaru chronionego krajobrazu Haanja (est. Haanja looduspark). Jezioro zamieszkują m.in.: szczupak, płoć, okoń, lin, strzebla potokowa.